# Punk Is Dead
Punk Is Dead è un album di cover del gruppo musicale pop punk Vanilla Sky, messo in commercio solamente in Giappone.

## Tracce
1. Just Dance – 3:26
2. Basket Case – 3:58
3. Umbrella – 3:33
4. Help! – 3:06
5. A Thousand Miles – 3:56
6. Nothing Else Matters – 4:45
7. Gli Anni – 2:55
8. Everlong – 2:55